# FK Irtych Pavlodar
Maillots
Le Irtych Pavlodar Fýtbol Klýby (en kazakh : Ертіс Павлодар футбол клубы, transcription en français : Iertis Pavlodar Foûtbol Kloûby), plus couramment abrégé en Irtych Pavlodar, est un club kazakh de football fondé en 1965 et basé dans la ville de Pavlodar.
Il porte le nom de la rivière qui traverse la ville.

## Historique
- 1965 : fondation du club sous le nom de Irtych Pavlodar
- 1968 : le club est renommé Traktor Pavlodar
- 1993 : le club est renommé Ansat Pavlodar
- 1996 : le club est renommé Irtych Pavlodar
- 2003 : 1re participation à une Coupe d'Europe (C1, saison 2003/04)
- 2020 : aux prises avec des difficultés financières croissantes, l'Irtych se retire du championnat kazakh à la fin du mois de mai 2020[2],[3].

## Bilan sportif

### Palmarès
| Compétitions nationales |
| --- |
| - Championnat du Kazakhstan (5) : - Vainqueur : 1993, 1997, 1999, 2002 et 2003. - Coupe du Kazakhstan (1) : - Vainqueur : 1998. - Finaliste : 2000-2001, 2002 et 2012. |

### Classements en championnat
La frise ci-dessous résume les classements successifs du club en championnat d'Union soviétique.
La frise ci-dessous résume les classements successifs du club en championnat du Kazakhstan.

### Bilan par saison
Légende
- Vainqueur de la compétition
- Vice-champion ou finaliste de la compétition
- Troisième de la compétition
- Promotion en division supérieure
- Relégation en division inférieure

#### Période soviétique
| Saison | Championnat   | Championnat  | Championnat  | Championnat  | Championnat  | Championnat  | Championnat  | Championnat  | Championnat  | Championnat  | Coupe d'URSS          |
| Saison | Division      | Pos          | Pts          | J            | V            | N            | D            | BP           | BC           | Diff         | Coupe d'URSS          |
| ------ | ------------- | ------------ | ------------ | ------------ | ------------ | ------------ | ------------ | ------------ | ------------ | ------------ | --------------------- |
| 1965   | 3e Russie 6   | 12e          | 33           | 36           | 10           | 13           | 13           | 25           | 45           | -20          | —                     |
| 1966   | 3e Russie 6   | 11e          | 25           | 30           | 8            | 9            | 13           | 19           | 37           | -18          | Huitièmes de finale Q |
| 1967   | 3e Russie 6   | 13e          | 33           | 34           | 14           | 5            | 15           | 30           | 37           | -7           | Finale Q              |
| 1968   | 3e Kazakhstan | 5e           | 56           | 40           | 25           | 6            | 9            | 58           | 21           | +37          | Huitièmes de finale Q |
| 1969   | 3e Kazakhstan | 1er          | 65           | 40           | 27           | 11           | 2            | 88           | 19           | +69          | —                     |
| 1970   | 4e Kazakhstan | 2e           | 46           | 30           | 21           | 4            | 5            | 57           | 16           | +41          | —                     |
| 1971   | 3e Zone 6     | 18e          | 34           | 38           | 7            | 13           | 18           | 31           | 43           | -12          | —                     |
| 1972   | Club inactif  | Club inactif | Club inactif | Club inactif | Club inactif | Club inactif | Club inactif | Club inactif | Club inactif | Club inactif | Club inactif          |
| 1973   | 3e Zone 6     | 1er          | 38           | 30           | 19           | 5            | 6            | 51           | 25           | +26          | —                     |
| 1974   | 3e Zone 1     | 5e           | 34           | 30           | 10           | 14           | 6            | 36           | 27           | +9           | —                     |
| 1975   | 3e Zone 5     | 11e          | 33           | 34           | 14           | 5            | 15           | 41           | 41           | 0            | —                     |
| 1976   | 3e Zone 2     | 10e          | 39           | 40           | 15           | 9            | 16           | 48           | 48           | 0            | —                     |
| 1977   | 3e Zone 6     | 3e           | 48           | 38           | 20           | 8            | 10           | 56           | 28           | +28          | —                     |
| 1978   | 3e Zone 6     | 1er          | 57           | 40           | 25           | 7            | 8            | 59           | 24           | +35          | —                     |
| 1979   | 2e            | 21e          | 39           | 46           | 14           | 11           | 21           | 37           | 57           | -20          | Phase de groupes      |
| 1980   | 3e Zone 7     | 1er          | 65           | 38           | 28           | 9            | 1            | 86           | 29           | +57          | Phase de groupes      |
| 1981   | 2e            | 24e          | 39           | 46           | 12           | 15           | 19           | 41           | 65           | -24          | Phase de groupes      |
| 1982   | 3e Zone 3     | 7e           | 41           | 36           | 17           | 7            | 12           | 51           | 36           | +15          | —                     |
| 1983   | 3e Zone 3     | 2e           | 46           | 32           | 18           | 10           | 4            | 67           | 23           | +44          | —                     |
| 1984   | 3e Zone 3     | 5e           | 42           | 32           | 18           | 6            | 8            | 42           | 22           | +20          | —                     |
| 1985   | 3e Zone 3     | 3e           | 43           | 36           | 20           | 3            | 13           | 55           | 44           | +11          | —                     |
| 1986   | 3e Zone 3     | 8e           | 26           | 28           | 10           | 6            | 12           | 34           | 35           | -1           | —                     |
| 1987   | 3e Zone 3     | 2e           | 38           | 28           | 13           | 12           | 3            | 33           | 21           | +12          | 32es de finale        |
| 1988   | 3e Zone 3     | 1er          | 47           | 32           | 22           | 3            | 7            | 62           | 27           | +35          | —                     |
| 1989   | 3e Zone 3     | 1er          | 53           | 34           | 25           | 3            | 6            | 82           | 25           | +57          | Huitièmes de finale   |
| 1990   | 3e Est        | 10e          | 41           | 42           | 19           | 3            | 20           | 58           | 55           | +3           | 64es de finale        |
| 1991   | 3e Est        | 9e           | 43           | 42           | 19           | 5            | 18           | 54           | 50           | +4           | Seizièmes de finale   |
| 1991   | 3e Est        | 9e           | 43           | 42           | 19           | 5            | 18           | 54           | 50           | +4           | Seizièmes de finale   |

#### Période kazakhe
| Saison | Championnat | Championnat | Championnat | Championnat | Championnat | Championnat | Championnat | Championnat | Championnat | Championnat | Coupe du Kazakhstan |
| Saison | Division    | Pos         | Pts         | J           | V           | N           | D           | BP          | BC          | Diff        | Coupe du Kazakhstan |
| ------ | ----------- | ----------- | ----------- | ----------- | ----------- | ----------- | ----------- | ----------- | ----------- | ----------- | ------------------- |
| 1992   | 1re         | 3e          | 36          | 26          | 14          | 8           | 4           | 39          | 22          | +17         | Demi-finales        |
| 1993   | 1re         | 1er         | 34          | 22          | 14          | 6           | 2           | 43          | 15          | +28         | Demi-finales        |
| 1994   | 1re         | 2e          | 41          | 30          | 17          | 7           | 6           | 57          | 14          | +43         | Quarts de finale    |
| 1995   | 1re         | 7e          | 45          | 30          | 12          | 9           | 9           | 38          | 28          | +10         | Quarts de finale    |
| 1996   | 1re         | 2e          | 74          | 34          | 23          | 5           | 6           | 60          | 22          | +38         | —                   |
| 1997   | 1re         | 1er         | 56          | 26          | 17          | 5           | 4           | 46          | 15          | +31         | Huitièmes de finale |
| 1998   | 1re         | 3e          | 57          | 26          | 17          | 6           | 3           | 44          | 15          | +29         | Vainqueur           |
| 1999   | 1re         | 1er         | 76          | 30          | 24          | 4           | 2           | 69          | 19          | +50         | Quarts de finale    |
| 2000   | 1re         | 3e          | 60          | 28          | 19          | 3           | 6           | 50          | 26          | +24         | Demi-finales        |
| 2001   | 1re         | 4e          | 60          | 32          | 17          | 9           | 6           | 48          | 22          | +26         | Finale              |
| 2001   | 1re         | 4e          | 60          | 32          | 17          | 9           | 6           | 48          | 22          | +26         | Quarts de finale    |
| 2002   | 1re         | 1er         | 71          | 32          | 21          | 8           | 3           | 63          | 14          | +49         | Finale              |
| 2003   | 1re         | 1er         | 78          | 32          | 25          | 3           | 4           | 59          | 20          | +39         | Quarts de finale    |
| 2004   | 1re         | 2e          | 79          | 36          | 24          | 7           | 5           | 56          | 16          | +40         | Seizièmes de finale |
| 2005   | 1re         | 5e          | 57          | 30          | 18          | 3           | 9           | 51          | 24          | +27         | Huitièmes de finale |
| 2006   | 1re         | 6e          | 47          | 30          | 13          | 8           | 9           | 34          | 24          | +10         | Demi-finales        |
| 2007   | 1re         | 4e          | 52          | 30          | 16          | 4           | 10          | 34          | 27          | +7          | Huitièmes de finale |
| 2008   | 1re         | 3e          | 62          | 30          | 18          | 8           | 4           | 58          | 28          | +30         | Quarts de finale    |
| 2009   | 1re         | 9e          | 29          | 26          | 8           | 5           | 13          | 24          | 31          | -7          | Quarts de finale    |
| 2010   | 1re         | 3e          | 56          | 32          | 16          | 8           | 8           | 39          | 30          | +9          | Huitièmes de finale |
| 2011   | 1re         | 5e          | 32          | 32          | 15          | 5           | 12          | 50          | 50          | 0           | Demi-finales        |
| 2012   | 1re         | 2e          | 51          | 26          | 15          | 6           | 5           | 46          | 20          | +26         | Finale              |
| 2013   | 1re         | 4e          | 27          | 32          | 12          | 8           | 12          | 41          | 39          | +2          | Demi-finales        |
| 2014   | 1re         | 10e         | 25          | 32          | 9           | 7           | 16          | 39          | 44          | -5          | Quarts de finale    |
| 2015   | 1re         | 6e          | 25          | 32          | 10          | 10          | 12          | 37          | 39          | -2          | Huitièmes de finale |
| 2016   | 1re         | 3e          | 49          | 32          | 14          | 7           | 11          | 52          | 36          | +16         | Demi-finales        |
| 2017   | 1re         | 4e          | 48          | 33          | 12          | 12          | 9           | 35          | 32          | +3          | Quarts de finale    |
| 2018   | 1re         | 10e         | 35          | 33          | 10          | 5           | 18          | 28          | 45          | -17         | Demi-finales        |
| 2019   | 1re         | 8e          | 37          | 33          | 11          | 4           | 18          | 30          | 45          | -15         | Quarts de finale    |

### Bilan continental
Note : dans les résultats ci-dessous, le score du club est toujours donné en premier.
| Saison    | Compétition               | Tour              | Club                     | Domicile | Extérieur | Total     |
| Asie      | Asie                      | Asie              | Asie                     | Asie     | Asie      | Asie      |
| --------- | ------------------------- | ----------------- | ------------------------ | -------- | --------- | --------- |
| 1994-1995 | Coupe des clubs champions | Tour préliminaire | Neftchi Ferghana         | 0 - 3    | 0 - 3     | Troisième |
| 1994-1995 | Coupe des clubs champions | Tour préliminaire | Köpetdag Achgabat        | 0 - 2    | 0 - 2     | Troisième |
| 1994-1995 | Coupe des clubs champions | Tour préliminaire | Sitora Douchanbé         | 4 - 0    | 4 - 0     | Troisième |
| 1994-1995 | Coupe des clubs champions | Tour préliminaire | Alga Bichkek             | 0 - 1    | 0 - 1     | Troisième |
| 1998-1999 | Coupe des clubs champions | Premier tour      | Köpetdag Achgabat        | 3 - 0    | 1 - 4     | 4E - 4    |
| 1999-2000 | Coupe des clubs champions | Premier tour      | Pakhtakor Tachkent       | 7 - 0    | 2 - 5     | 9 - 5     |
| 1999-2000 | Coupe des clubs champions | Deuxième tour     | Varzob Douchanbé         | 4 - 0    | 1 - 0     | 5 - 0     |
| 1999-2000 | Coupe des clubs champions | Quarts de finale  | Al-Hilal FC              | 0 - 2    | 0 - 2     | Quatrième |
| 1999-2000 | Coupe des clubs champions | Quarts de finale  | Persépolis Téhéran       | 0 - 1    | 0 - 1     | Quatrième |
| 1999-2000 | Coupe des clubs champions | Quarts de finale  | Al-Shorta                | 2 - 3    | 2 - 3     | Quatrième |
| 2000-2001 | Coupe des clubs champions | Premier tour      | Nisa Achgabat            | 3 - 1    | 2 - 1     | 5 - 2     |
| 2000-2001 | Coupe des clubs champions | Deuxième tour     | Varzob Douchanbé         | 4 - 1    | 3 - 2     | 7 - 3     |
| 2000-2001 | Coupe des clubs champions | Quarts de finale  | Persépolis Téhéran       | 0 - 0    | 0 - 0     | Deuxième  |
| 2000-2001 | Coupe des clubs champions | Quarts de finale  | Al-Ittihad Djeddah       | 2 - 1    | 2 - 1     | Deuxième  |
| 2000-2001 | Coupe des clubs champions | Quarts de finale  | Al-Hilal FC              | 0 - 0    | 0 - 0     | Deuxième  |
| 2000-2001 | Coupe des clubs champions | Demi-finales      | Júbilo Iwata             | 0 - 1 ap | 0 - 1 ap  | 0 - 1 ap  |
| 2000-2001 | Coupe des clubs champions | Troisième place   | Persépolis Téhéran       | 0 - 2    | 0 - 2     | 0 - 2     |
| Europe    |                           |                   |                          |          |           |           |
| 2003-2004 | Ligue des champions       | Premier tour Q    | Omonia Nicosie           | 1 - 2    | 0 - 0     | 1 - 2     |
| 2009-2010 | Ligue Europa              | Premier tour Q    | Szombathelyi Haladás     | 2 - 1    | 0 - 1     | 2 - 2E    |
| 2011-2012 | Ligue Europa              | Premier tour Q    | Jagiellonia Białystok    | 2 - 0    | 0 - 1     | 2 - 1     |
| 2011-2012 | Ligue Europa              | Deuxième tour Q   | Metalurgist Roustavi     | 0 - 2    | 1 - 1     | 1 - 3     |
| 2013-2014 | Ligue Europa              | Premier tour Q    | Levski Sofia             | 2 - 0    | 0 - 0     | 2 - 0     |
| 2013-2014 | Ligue Europa              | Deuxième tour Q   | Široki Brijeg            | 3 - 2    | 0 - 2     | 3 - 4     |
| 2017-2018 | Ligue Europa              | Premier tour Q    | Dunav Ruse               | 2 - 0    | 1 - 0     | 3 - 0     |
| 2017-2018 | Ligue Europa              | Deuxième tour Q   | Étoile rouge de Belgrade | 1 - 1    | 0 - 2     | 1 - 3     |
| 2018-2019 | Ligue Europa              | Premier tour Q    | FK Trakai                | 0 - 1    | 0 - 0     | 0 - 1     |

1. ↑  Bien que victorieux à l'issue de la confrontation, l'Irtych est par la suite exclu de la compétition pour avoir aligné deux joueurs non-éligibles.

Légende
- Victoire ou qualification pour le tour suivant
- Match nul
- Défaite ou élimination de la compétition

## Personnalités du club

### Présidents du club
- Roman Sklyar

### Entraîneurs du club
La liste suivante présente les différents entraîneurs connus du club.
- Boris Karetnikov (1965)
- Piotr Bogolioubov (janvier 1966-septembre 1966)
- Edouard Boïarski (septembre 1966-septembre 1967)
- Viktor Veretnov (ru) (septembre 1967-décembre 1970)
- Stanislav Kaminski (ru) (janvier 1971-octobre 1971)
- Boris Karetnikov (octobre 1971-décembre 1971)
- Vladimir Kotliarov (1973)
- Valentin Grokhovski (1974-juillet 1975)
- Valeri Djoulik (juillet 1975-août 1976)
- Adel Kaneïev (août 1976-décembre 1976)
- Viktor Veretnov (ru) (1977-1980)
- Boris Karetnikov (1982-1983)
- Vladimir Tchebotariov (1984-août 1986)
- Vladimir Kotliarov (août 1986-décembre 1987)
- Aleksandr Born (1988-septembre 1990)
- Viktor Iarychev (septembre 1990-1992)
- Vladimir Lintchevski (1992-1993)
- Viktor Veretnov (ru) (1994)
- Viktor Veretnov (ru) (1996-1997)
- Vaït Talgaïev (en) (janvier 1998-juin 1998)
- Viktor Zaretchny (juin 1998-août 1998)
- Serik Berdaline (août 1998-décembre 1998)
- Anatoli Chernov (janvier 1999-août 1999)
- Vladimir Lintchevski (août 1999-2000)
- Leonid Nazarenko (2001)
- Dmitri Ogaï (en) (2002-2004)
- Sergueï Volgine (en) (décembre 2004-2007)
- Oïrat Sadouov (ru) (2008-mai 2009)
- Leonid Nazarenko (mai 2009-novembre 2009)
- Talgat Baïsoufinov (en) (décembre 2009-février 2014)
- Tarmo Rüütli (10 mars 2014-2 mai 2014)
- Oïrat Sadouov (ru) (3 mai 2014-24 octobre 2014)
- Dmitri Cheryshev (27 octobre 2014-8 mai 2015)
- Sergueï Klimov (ru) (8 mai 2015-31 mai 2015)
- Dimitazr Dimitrov (en) (1er juin 2015-9 août 2017)
- Sergueï Klimov (ru) (10 août 2017-16 août 2017)
- Vyacheslav Hroznyi (en) (16 août 2017-16 novembre 2017)
- Gerard Nus (en) (21 décembre 2017-27 avril 2018)
- Dmitri Kuznetsov (28 avril 2018-13 juin 2018)
- Oïrat Sadouov (ru) (13 juin 2018-9 juillet 2018)
- Dimitazr Dimitrov (en) (9 juillet 2018-3 mai 2019)
- Sergueï Klimov (ru) (4 mai 2019-6 juin 2019)
- Milan Milanović (en) (6 juin 2019-mai 2020)

### Joueurs emblématiques
- Nilton Pereira Mendes

### Effectif actuel
Effectif à jour au 15 mars 2020
| N° | Nat.                      | Poste | Nom du joueur       |
| -- | ------------------------- | ----- | ------------------- |
| 1  | Drapeau du Kazakhstan     | G     | Aleksandr Zaroutski |
| 2  | Drapeau du Kazakhstan     | D     | Rafkat Aslan        |
| 5  | Drapeau du Kazakhstan     | D     | Danil Kouznetsov    |
| 6  | Drapeau de la Serbie      | D     | Marko Tomić         |
| 7  | Drapeau du Turkménistan   | M     | Ruslan Mingazov     |
| 8  | Drapeau du Kazakhstan     | M     | Artem Popov         |
| 9  | Drapeau de la Russie      | A     | Maksim Jitnev       |
| 10 | Drapeau de la Géorgie     | A     | Levan Kutalia       |
| 12 | Drapeau de la Biélorussie | G     | Sergey Chernik      |
| 15 | Drapeau du Kazakhstan     | D     | Dmitri Schmidt      |
| 16 | Drapeau du Kazakhstan     | G     | Serikbol Kapanov    |
| 17 | Drapeau de l'Argentine    | M     | Pablo Podio         |

| No. | Nat.                  | Position | Nom du joueur       |
| --- | --------------------- | -------- | ------------------- |
| 18  | Drapeau du Monténégro | M        | Bojan Sanković      |
| 19  | Drapeau du Kazakhstan | M        | Arman Kenesov       |
| 23  | Drapeau du Kazakhstan | A        | Timur Bayzhanov     |
| 25  | Drapeau du Kazakhstan | D        | Ruslan Esimov       |
| 26  | Drapeau de la Serbie  | M        | Miloš Stamenković   |
| 40  | Drapeau du Portugal   | M        | Carlos Fonseca      |
| 44  | Drapeau du Kazakhstan | D        | Grigori Sartakov    |
| 47  | Drapeau du Kazakhstan | M        | Arman Nusip         |
| 77  | Drapeau de l'Autriche | A        | Kristijan Dobras    |
| 90  | Drapeau de la Russie  | D        | Andreï Khripkov     |
| 92  | Drapeau de la Russie  | D        | Valeri Potchivaline |